# Критерий Лиллиефорса
Критерий Лиллиефорса — статистический критерий, названный по имени Хьюберта Лиллиефорса, профессора статистики Университета Джорджа Вашингтона, являющийся модификацией критерия Колмогорова–Смирнова. Используется для проверки нулевой гипотезы о том, что выборка распределена по нормальному закону для случая, когда параметры нормального распределения (математическое ожидание и дисперсия) априори неизвестны.
Проверка гипотезы проводится следующим образом:
- Оценивается выборочное среднее и дисперсия;
- Так же как при использовании критерия Колмогорова, находится максимальное отклонение между выборочной и теоретической функциями распределения;
- Принимается решение, является ли статистически значимым наблюдаемое отклонение выборочной функции распределения от теоретической. В случае положительного ответа, нулевая гипотеза отвергается.

Основным источником погрешности критерия Лиллиефорса является то обстоятельство, что параметры теоретического распределения оцениваются по тем же самым данным, которые проверяются на соответствие распределению. Таким образом, максимальное отклонение будет меньше, чем в случае, когда параметры распределения оцениваются независимо. Поэтому «нулевое распределение» статистики критерия, т.е. распределение вероятности в предположении об истинности нулевой гипотезы, оказывается смещено в сторону меньших значений по сравнению с распределением Колмогорова. Оно известно как «распределение Лиллиефорса» и рассчитывается методом Монте-Карло.

## Табличные значения
В оригинальной статье 1967 года Лиллиефорс даёт следующую таблицу, полученную методом Монте-Карло. В таблице указаны критические значения максимального отклонения выборочной функции распределения от теоретической. В случае, если для выборки объёмом N при уровне значимости α максимальное отклонение превышает указанную в таблице величину, нулевую гипотезу о соответствии выборки нормальному распределению следует отвергнуть.
При объёме выборки N>30 критические значения убывают обратно пропорционально квадратному корню из объёма выборки, поэтому их можно с достаточной точностью найти по формуле
{\displaystyle \lambda _{\alpha ,N}={\frac {\lambda _{\alpha 0}}{\sqrt {N}}},}
где значения λα0 указаны в формулах последней строки таблицы.
| Размер выборки N | Уровень значимости для D = Max\|F * (X)–SN(X)\| | Уровень значимости для D = Max\|F * (X)–SN(X)\| | Уровень значимости для D = Max\|F * (X)–SN(X)\| | Уровень значимости для D = Max\|F * (X)–SN(X)\| | Уровень значимости для D = Max\|F * (X)–SN(X)\| |
| Размер выборки N | 0,20                                            | 0,15                                            | 0,10                                            | 0,05                                            | 0,01                                            |
| ---------------- | ----------------------------------------------- | ----------------------------------------------- | ----------------------------------------------- | ----------------------------------------------- | ----------------------------------------------- |
| 4                | 0,300                                           | 0,319                                           | 0,352                                           | 0,381                                           | 0,417                                           |
| 5                | 0,285                                           | 0,299                                           | 0,315                                           | 0,337                                           | 0,405                                           |
| 6                | 0,265                                           | 0,277                                           | 0,294                                           | 0,319                                           | 0,364                                           |
| 7                | 0,247                                           | 0,258                                           | 0,276                                           | 0,300                                           | 0,348                                           |
| 8                | 0,233                                           | 0,244                                           | 0,261                                           | 0,285                                           | 0,331                                           |
| 9                | 0,223                                           | 0,233                                           | 0,249                                           | 0,271                                           | 0,311                                           |
| 10               | 0,215                                           | 0,224                                           | 0,239                                           | 0,258                                           | 0,294                                           |
| 11               | 0,206                                           | 0,217                                           | 0,230                                           | 0,249                                           | 0,284                                           |
| 12               | 0,199                                           | 0,212                                           | 0,223                                           | 0,242                                           | 0,275                                           |
| 13               | 0,190                                           | 0,202                                           | 0,214                                           | 0,234                                           | 0,268                                           |
| 14               | 0,183                                           | 0,194                                           | 0,207                                           | 0,227                                           | 0,261                                           |
| 15               | 0,177                                           | 0,187                                           | 0,201                                           | 0,220                                           | 0,257                                           |
| 16               | 0,173                                           | 0,182                                           | 0,195                                           | 0,213                                           | 0,250                                           |
| 17               | 0,169                                           | 0,177                                           | 0,189                                           | 0,206                                           | 0,245                                           |
| 18               | 0,166                                           | 0,173                                           | 0,184                                           | 0,200                                           | 0,239                                           |
| 19               | 0,163                                           | 0,169                                           | 0,179                                           | 0,195                                           | 0,235                                           |
| 20               | 0,160                                           | 0,166                                           | 0,174                                           | 0,190                                           | 0,231                                           |
| 25               | 0,149                                           | 0,153                                           | 0,165                                           | 0,180                                           | 0,203                                           |
| 30               | 0,131                                           | 0,136                                           | 0,144                                           | 0,161                                           | 0,187                                           |
| Более 30         | {\displaystyle {\frac {0,736}{\sqrt {N}}}}      | {\displaystyle {\frac {0,768}{\sqrt {N}}}}      | {\displaystyle {\frac {0,805}{\sqrt {N}}}}      | {\displaystyle {\frac {0,886}{\sqrt {N}}}}      | {\displaystyle {\frac {1,031}{\sqrt {N}}}}      |

## Сравнение с критерием Колмогорова
Для критерия Лиллиефорса, так же как и для критерия Колмогорова, критические значения для больших выборок изменяются обратно пропорционально квадратному корню из объёма выборки. Коэффициенты λα0, фигурирующие в этой формуле могут служить показателем относительной величины критических отклонений для этих двух распределений.
Как показывают данные, приведённые в таблице, критические значения критерия Лиллиефорса примерно в 1,5 раза меньше, чем соответствующие значения для критерия Колмогорова. Это связано с тем, что параметры теоретической кривой для критерия Лиллиефорса вычисляются исходя из той же самой исходной выборки. Таким образом, по сравнению с критерием Колмогорова, теоретическая кривая искусственно «подогнана» под выборку, что даёт заниженные значения отклонений.
| Критические значения λα0 для распределений: | Уровень значимости α | Уровень значимости α | Уровень значимости α | Уровень значимости α |
| Критические значения λα0 для распределений: | 0,20                 | 0,10                 | 0,05                 | 0,01                 |
| ------------------------------------------- | -------------------- | -------------------- | -------------------- | -------------------- |
| Распределение Колмогорова                   | 1,073                | 1,224                | 1,358                | 1,627                |
| Распределение Лиллиефорса                   | 0,736                | 0,805                | 0,886                | 1,031                |

## Комментарий
Собственно говоря, критерий Лиллиефорса представляет собой критерий Колмогорова в ситуации проверки сложной гипотезы о согласии наблюдаемой выборки с нормальным законом, когда по этой же выборке оцениваются оба параметра закона.
В критерии Колмогорова Лиллиефорс использовал статистику без поправки, предложенной Большевым (см. стр. 81, Большев Л. Н., Смирнов Н. В. Таблицы математической статистики. — М.: Наука, 1983). Поэтому и распределение статистики в данном случае существенно зависит от объёма выборки N.